# Flughafen Maputo

i8
i11
i13
Der Flughafen Maputo (portugiesisch Aeroporto Internacional de Maputo, englisch Maputo International Airport, IATA-Code: MPM, ICAO-Code: FQMA) ist der Flughafen der mosambikanischen Hauptstadt Maputo und befindet sich 5 Kilometer nordwestlich des Stadtzentrums.
Der Flughafen, welcher über zwei asphaltierte Start- und Landebahnen verfügt, ist der größte Flughafen des südostafrikanischen Staates. Der Betreiber ist die einheimische Gesellschaft Aeroportos de Moçambique. Der Flughafen, der auch Sitz des mosambikanischen Flag-Carriers Linhas Aéreas de Moçambique ist, wird durch diverse afrikanische Fluggesellschaften mit etlichen Zielen auf dem Kontinent verbunden. Auch gibt es eine regelmäßige Verbindung nach Lissabon in Portugal. Darüber hinaus wird der Flughafen zu militärischen Zwecken genutzt.

## Fluggesellschaften und Flugziele
Der Flughafen ist Drehkreuz der Nationalfluggesellschaft LAM, die Flüge im Inland und in Länder des südlichen Afrika anbietet. Zudem verbinden internationale Fluggesellschaften den Flughafen mit Zielen in Südafrika, Ostafrika, dem Nahen Osten und Portugal.

## Expansion und Modernisierung
Die Eröffnung eines von der chinesischen Anhui Foreign Economic Construction Company gebauten neuen Luftfrachtterminals 2009 markierte den Start der ersten Phase eines über konzessionäre Kredite der chinesischen Regierung finanzierten Expansionsprojekts mit einem geschätzten Umfang von ursprünglich 75 Mio. US-Dollar. Die erste Phase endete im November 2010 mit der Eröffnung eines neuen internationalen Terminals. Ursprünglich sollte das Projekt von der Fußball-Weltmeisterschaft 2010 im benachbarten Südafrika profitieren, wurde aber nicht rechtzeitig fertiggestellt. Immerhin konnte das Terminal 2011 für die All Africa Games genutzt werden, deren Austragungsort Maputo war. Die Kosten der ersten Projektphase wurden erheblich überzogen, 40–50 Mio. US-Dollar mussten nachgefordert werden, um die Bauten fertigzustellen. 
In der zweiten Phase folgte bis 2012 ein neues Inlandsterminal für 36 Mio. US-Dollar, in dem 400 Passagiere pro Stunde abgefertigt werden können.
Mitte 2014 stellte die Europäische Investitionsbank ein Darlehen in Höhe von 27 Mio. US-Dollar für die Sanierung von Landebahnen, Rollwegen und Sicherheitseinrichtungen zur Verfügung.

## Zwischenfälle
- Am 10. Juli 1986 verunglückte eine Douglas C-47A der simbabwischen Luftwaffe beim Start. 17 Personen an Bord kamen dabei ums Leben.[8]
- Am 29. November 2013 stürzte LAM TM470, eine in Maputo gestartete Embraer ERJ 190-100 der Linhas Aéreas de Moçambique, in Namibia ab. Alle 27 Passagiere und 6 Besatzungsmitglieder starben. Laut Untersuchungsbericht wurde der Unfall absichtlich vom Flugkapitän herbeigeführt.